# Конрад Валленрод
«Конрад Валленрод, історична повість з литовського та прусського життя» (пол. Konrad Wallenrod, powieść historyczna z dziejów litewskich i pruskic) — епічна поема польського поета Адама Міцкевича. Твір оповідає про події литовської та прусської історії; описуються патріоти-литовці, що б'ються з головним своїм ворогом — Тевтонським орденом. Поему написано в Петербурзі, орієнтовно у 1825—1828 роках.

## Синопсис
Головний герой ще дитиною потрапляє у полон до германців з Тевтонського ордену, отримує нове ім'я, досягає успіхів у військовій справі. Дорослою людиною він повертається на батьківщину, щоб подолати німецький Тевтонський орден, що загрожує його вітчизні. Сили нерівні, і досягти перемоги йому не вдається. Тоді він вирішує назватися німецьким графом Конрадом Валленродом. У Марієнбургу 1391 року відбуваються збори, щоб обрати голову ордена. Валленрода обирають магістром, вірячи, що він підкорить Литву, проте він приводить військо до поразки, рятує Литву від Тевтонського ордену ціною власного життя.
У поему також включена вставна балада «Альпухара». Балада лунає, коли литовський князь Вітольд, засліплений жагою влади, сам приходить до лицарів-тевтонців і закликає німців іти війною на Литву. Балада оспівує справжнього патріота, мавра Альманзора, який гине, але нищить своїх ворогів.

## Сюжет
Під час нападу на литовське село, німці разом з іншими викрадають хлопчика Альфа. Хлопця приймає до себе і виховує як рідного сина сам Великий магістр Венріх. Попри добре ставлення з боку німців, зовні скорений хлопець таємно ненавидить Орден, приховуючи гарячу любов до знівеченої батьківщини. Його почування підігріває полонений литовський поет-пісняр, який нагадує йому, що Альф мусить спочатку якнайбільше довідатись про німців, а тоді використати свої знання проти них, бо як каже старий пісняр: «Ти ж невільник, лукавство − єдина невільників зброя». У першій же сутичці з литовцями, у якій Альф бере участь, він переходить на сторону литовців і допомагає їм перемогти. За участь у битві, відвагу та уміння командувати під час бою, литовський князь Кястут віддає за Альфа свою дочку Алдону.
Однак, війна триває, Литва чимраз більше потерпає. Альф навідується до Єрусалима, згодом вдає з себе загиблого у Святій Землі за невідомих обставин графа Конрада Валленрода. Старий пісняр подорожує разом із ним як святий монах Гальбан. Альф-Валленрод у сутичках з маврами і на лицарських турнірах здобуває великої слави. Після прибуття до орденських володінь, резиденцію Великих магістрів - фортецю Марієнберг, Альф бере участь у виборах нового Великого магістра, де його обирають під іменем відомого і шляхетного Конрада Валлерода.
Між тим, Алдона весь цей час проводить у монастирі, а саме у вежі неподалік Марієнберга. Після повернення та обрання, Альф-Валленрод часто навідує її вночі та розмовляє з нею під вікнами вежі. Брати-лицарі Ордену провокують нову війну з Литвою. Під час вирішальної битви Валленрод першим тікає з поля бою, спричиняючи поразку німецького війська. Вцілілий загін потерпає від голоду, оскільки їхні запаси знищені литовцями. Зрештою наступає холодна пора року. Валленрод не турбується про збереження рештки своєї армії, частина лицарів гине від голоду та холоду.
Валленрода підозрюють у зраді, але він більше не бажає мститись. Вважаючи, що йому повністю вдалося виконати свою присягу, Валленрод вирішує втекти разом із Алдоною. Однак кохана відмовляє Альфу, бажаючи залишити все так, як є. Вночі до нього навідуються змовники, щоб вбити, але Валленроду вдається першим випити келих з отрутою. Довідавшись про смерть Альфа, у своїй вежі від горя помирає Алдона.

## Головні герої
- Конрад фон Валленроде (справжнє ім'я — Вальтер Альф)
- Гальбан — святий монах
- Вітольд — литовський князь
- Венріх — магістр
- Алдона — дочка князя Кястута
- Кястут — князь

## Історія створення та вплив
Міцкевич написав поему під час свого заслання до Санкт-Петербурга за участь у Товаристві філоматів у Вільнюському університеті. Твір написано у період між 1825—1828 роками, але видано у лютому 1828 року у друкарні «Karola Kraya» з трьома літографіями В. Смоковського; твір вважається одним із найвідоміших поем польського романтизму. Цензором першого видання поеми став Василь Анастасович, який вилучив з твору такі рядки: «Ти ж невільник, лукавство − єдина невільників зброя». Через рік вийшов виправлений текст, де у вступі Міцкевич віддає шану царю Миколі I, називаючи його «батьком багатьох народів».
Історичним прототипом Конрада Валленрода став прусський вождь Геркус Мантас — вождь прусського племені натангів в часи другого Прусського повстання 1260—1274 років. Крім того, поема допомогла збудити Листопадове повстання поляків 1830—1831 років. Епіграфом до твору став вислів Макіавеллі: «Повинні-бо ви знати, що є два способи боротьби… треба бути лисицею і левом». Завдяки поемі з'явився термін «валленродизм», що означає боротьбу шляхом зради й підступу задля досягнення благородної мети.
За поемою «Конрад Валленрод» було створено дві чудові опери — «Литовці», італійського композитора Амількаре Понк'єллі й однойменна опера «Конрад Валленрод» Владислава Желенського (1885). Крім того, під враженням від поеми Фредерік Шопен написав свою «Баладу № 1 Соль мінор».

## Переклади українською
- Міцкевич, Адам.Конрад Валлєнрод: історичне оповідання з литовської і пруської давнини [Архівовано 24 жовтня 2020 у Wayback Machine.] / Адам Міцкевич ; Пер. Степан Миколайович Чарнецький. — Львів: З друкарні Ставропігійського інституту, 1923. — 84 с. — На укр. яз.